# Deili Custodio da Silva
Deili Custodio da Silva (sinh ngày 8 tháng 3 năm 1980) là một cầu thủ bóng đá người Brasil.

## Sự nghiệp câu lạc bộ
Deili Custodio da Silva đã từng chơi cho Ventforet Kofu.

## Thống kê câu lạc bộ

### J.League
| Đội            | Năm       | J.League | J.League | J.League Cup | J.League Cup | Tổng cộng | Tổng cộng |
| Đội            | Năm       | Trận     | Bàn      | Trận         | Bàn          | Trận      | Bàn       |
| -------------- | --------- | -------- | -------- | ------------ | ------------ | --------- | --------- |
| Ventforet Kofu | 2001      | 13       | 1        | 2            | 0            | 15        | 1         |
| Tổng cộng      | Tổng cộng | 13       | 1        | 2            | 0            | 15        | 1         |